# Ski to Sea
La course Ski to Sea (En anglais, du ski vers la mer), est une course par équipes composée de sept relais multi-sports, longue de 150 kilomètres, qui se tient annuellement lors du dimanche du Memorial Day, dans le comté de Whatcom, dans l'État de Washington, aux États-Unis.
La course débute sur les pentes du Mont Baker, un volcan de plus de 3 300 mètres, et se termine au Marine Park à Fairhaven, dans la baie de Bellingham.
Les sept disciplines de la course sont : le ski de fond, le ski alpin (ou snowboard), la course à pied, le cyclisme sur route, le canoë, le VTT et le kayak. La course est organisée par Whatcom Events, dont le comité de course est composé par un directeur de course, un coordinateur, un ou deux président pour superviser l'évènement et des centaines de volontaires et d'étudiants.

## Histoire
La course prend son origine dans le marathon du Mont Baker de 1911 a 1913. Les premières courses été courues depuis la ville de Bellingham jusqu'au sommet du Mont Baker, puis retour au point de départ. L'événement fut annulé à la suite de la chute d'un des concurrents dans une crevasse. L'idée du Ski to Sea serait alors une version différente où les participants ferait la course depuis les pentes du Mont Baker jusqu'à la baie de Bellingham.
La course fut pour la première fois proposée par Fred Elsethagen, en 1966, dans une lettre adressée au président de la Chambre de Commerce de Bellingham, Bill Herb. Le nom de la course provient du slogan de la ville « Sea to Ski in Sixty Minutes » (littéralement : « de la mer au piste de ski en soixante minutes »). Une référence à la proximité entre la ville et le Mont Baker.
La première course officielle Ski to Sea s'est tenu en 1973, comme un évènement parallèle de « Blossom Time ». Pour cette première édition, 177 participants se répartissaient en 50 équipes. Lors des quatre premières courses, chaque discipline était disputé séparément, et chaque temps été additionné aux autres pour déterminer le temps total de l'équipe. Cependant, ce procédé pouvait faire attendre pendant plusieurs heures les coureurs et spectateurs afin de connaître le résultat final. Depuis 1977, la course est devenue un évènement continu, à l'exception de l'édition où le relais de canoë a été annulé à cause des conditions dangereuses sur la rivière.
En 1977, la course est devenue tellement populaire, que le festival Blossom Time fut renommé Blossom Time Ski to Sea, avant de finalement devenir Ski to Sea, délaissant « Blossom Time », six ans plus tard. Aujourd'hui, le week-end entier est consacré à la course. Plus de 400 équipes, formé de d'au moins 3000 coureurs participent à la course. L'évènement rassemble généralement des dizaines de milliers de spectateurs, rassemblé autour des épreuves et des évènements associés pour encourager les coureurs dans Bellingham, Ferndale, Fairhaven et jusqu'à la ligne d'arrivée au Marine Park sur la baie.

## Les relais
La lettre originelle écrite par Fred Elsethagen recommandé 9 relais: le ski, l'alpinisme, le canoë, le kayak, l'équitation, le ski nautique, la course à pied, la pêche et la voile. Au cours des années, toutes les épreuves sauf quatre (alpinisme, équitation, pêche et ski nautique) ont été programmées, et seule une non recommandée (le cyclisme) a été ajoutée.
La première édition de la course en 1973 est longue de 56 km en trois relais : ski alpin, cyclisme et canoë ou kayak sur le fleuve Nooksack. Les 20 années suivantes verront grandir la course passer de trois à sept relais et la distance atteindre 151 km. C'est aussi devenu une course en continu, avec un témoin (bracelet ou puce de chronométrage) passé entre chaque équipier à la fin des relais. Si les relais ont toujours été courus dans le même ordre, ils ont subi quelques modifications au fil du temps. Certains ont changé de méthode de compétition, et d'autres ont ajusté leur distance au moins une fois. Notamment le relais de cyclisme, qui a changé sa distance par neuf fois, sa distance la plus courte étant de 20 km contre 68 km pour la plus longue.

### Ski de fond
Le ski de fond, ajouté en 1979, est le premier relais de la course. Le tracé consiste en deux boucles en huit, sur la partie haute de la station du Mont Baker. La distance actuelle est de 4 miles (6,4 km).

### Ski alpin ou snowboard
La descente à ski est l'un des relais originels. Les skieurs remontent 800 pieds (240 m) puis redescendent à leur point de départ.

### Course à pied
Ajouté en 1975, la troisième étape de la course, est un relais de course à pied long de long de 8 miles (13 km) qui part de la station du Mont Baker jusqu'au chalet du Département des Transports de Shuksan. Les coureurs descendent 600 mètres de dénivelée sur de l'asphalte. C'est le relais qui a le moins changé depuis son introduction. Les deux premières années il était long de 8 km, puis est passé a 11 km lors des deux suivantes. Il passe à 13 km, sa distance actuel, en 1979, et reste depuis inchangé.

### Cyclisme
L'épreuve de cyclisme est le plus long relais de la course, et présent depuis la première édition en 1973. Elle passe aux travers des villes de Glacier et de Maple Falls, puis quitte la Mount Baker Highway pour la Silver Lake Road. L'épreuve se termine sur les rives du fleuve Nooksack dans la ville d'Everson, où commence le canoë. Ce relais a vu sa distance changer de nombreuses fois au cours des différentes éditions. À l'origine longue de 22 miles (35 km), l'épreuve atteint aujourd'hui 42 miles (68 km), depuis l'édition de 2010.

### Canoë
Le canoë fait partie des épreuves originelles de la course, depuis 1973. C'est le deuxième relais le plus long, qui couvrent une distance de 18 miles (29 km). Lors de son introduction, il était possible de concourir en canoë deux places ou en kayak une place. Lorsque le kayak de mer fut désigné comme dernière épreuve de la course, ils ont été interdits pour le relais sur le Nooksak, en faisant un relais exclusivement réservé au canoë.
Les concurrents commencent à Everson pour se terminer au Hovander Park à Ferndale.
Ce relais fut annulé en 2008 à cause des mauvaises conditions et du niveau dangereux du Nooksack. C'est le seul relais jamais annulé à ce jour.
Cette épreuve peut être considéré comme la plus dangereuse. Pour autant, personne n'a été tué lors des 37 ans de course. Cependant, Lorri Rasmusen se tua alors qu'elle s'entraînait la course en 2002.

### VTT
Ajoutée en 1990, l'épreuve de VTT se dispute entre les berges du Nooksack à Ferndale jusqu'au port de Squacilum sur la baie de Bellingham.
Depuis 2011, cette épreuve est longue de 14 miles (23 km)  et inclut une reconnaissance le samedi précédent la course.

### Kayak

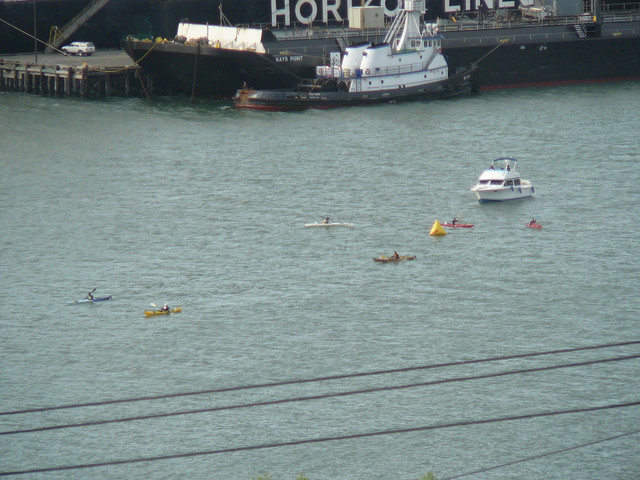
Les kayakistes en 2007.

Le relais final dans la baie de Bellingham a été ajouté en 1980, et est devenu exclusivement consacré au kayak en 1992. Cette épreuve fut ajoutée pour lier concrètement le nom de la course (sea signifiant mer) et ajouté un final plus excitant. À l'origine, les participants utilisés des Hobie cats, cependant, les furent tolérés à partir de 1981. En 1990, les voiliers et kayak de mer furent ajouté aux choix des concurrents. Finalement, deux ans plus tard, en raison des vents tournants, le seul choix possible fut restreint aux kayaks.
Aujourd'hui, les kayakistes pagaye le long de la baie, depuis le port de Squacilum au nord, jusqu'au Marine Park de Fairhaven au sud, puis échoue le kayak sur la plage et court sonner une cloche sur la ligne d'arrivée.

## Le témoin
Lors des premières éditions, c'était un bâton qui était utilisé comme témoins. Plus tard, ils ont été remplacés par des colliers, les coureurs finissant leur épreuves devait alors passer le collier au tour du coup de leur coéquipier, marquant ainsi le passage de témoin. Ils furent à leur tour remplacés par des bracelets, le passage étant le même que pour les précédents. Ces dernières années, le temps étant calculé électroniquement, les coureurs disposent d'une puce attachée a un cordon, qu'ils se transmettent à chaque relais. La puce doit être lu a chaque point d'échange afin de déterminer le temps de chaque relais.

## Catégories
Même si tous les concurrents partent en même temps, la course est divisée en huit catégories différentes : Compétition, Comté de Whatcom, Loisirs, Scolaires, Masters, Vétérans, Famille et Entreprises.
Les trois premières catégories sont divisées elles-mêmes en trois : Ouvert (trois féminines ou moins), Mixte (quatre féminines ou moins) et Féminine (exclusivement des féminines). De manière générale, la moitié des équipes sont inscrites en catégorie Loisirs et un quart en Compétition. Depuis la mise en place des catégories, la majorité des équipes vainqueurs été inscrites dans cette dernière catégorie. Lors des éditions 1987 et 2016, c'est une équipe du Comté de Whatcom qui s'est imposé.
Par le passé, lorsque différents types de bateaux ont été autorisés, d'autres catégories ont existé.